# Emma Robertsová
Emma Robertsová (* 10. února 1991 Rhinebeck, New York, USA) je americká herečka a zpěvačka. Po menší roli ve filmu Kokain (2001), přišla větší Addie Singerové v seriálu stanice Nickelodeon Neslavná (2004–2007). V roce 2005 vydala své debutové studiové album Unfabulous and More. Následovalo několik rolí ve filmech Aquamarine (2006), Nancy Drew: Záhada v Hollywoodu (2007), Divoška (2008), Hotel pro psy (2009), Na sv. Valentýna (2010), Něco jako komedie (2010), Umění zapadnout (2011), Vřískot 4 (2011), Adult World (2013), Millerovi na tripu (2013), Nerve: Hra o život (2016), Who We Are Now (2017) a Paradise Hill (2019)
Úspěch sklidila za výkon v seriálech American Horror Story (2013–2019) a seriálu Scream Queens (2015–2016).

## Životopis
Narodila se v Rhinebecku v New Yorku. Je dcerou herce Erica Robertse a Kelly Cunningham, neteří herečky Julie Robertsové a Lisy Roberts Guillan. Má nevlastní sestru Grace.

## Kariéra
Věnuje se prozatím oběma svým uměleckým oborům, herectví a zpěvu. Vůbec poprvé se na filmovém plátně objevila v roce 2001 ve snímku Kokain, kde ztvárnila dceru postavy Johnnyho Deppa. V roce 2004 přišla první velká role s televizním seriálem Neslavná, který vysílala satelitní televizní stanice Nickelodeon. Za roli Addie Singerové získala nominaci na Teen Choice Award a několik nominací na cenu Young Artist Award.
Zahrála si také jednu z hlavních rolích ve filmu Aquamarine, dále v roce 2008 vystupovala ve filmu Divoška. O rok později si zahrála po boku Jakea T. Austina ve filmu Hotel pro psy. V roce 2010 se stala součástí hvězdně obsazeného filmu Na sv. Valentýna, v němž si zahrála se svojí tetou Julií Robertsovou. S Freddiem Highmorem si zahrála ve filmu Něco jako komedie. V roce 2011 si zahrála roli Jill Robertsové ve filmu Vřískot 4. S Jennifer Anistonovou a Jasonem Sudeikisem si zahrála ve velmi úspěšném filmu Millerovi na tripu.
V roce 2013 získala roli v americkém seriálu American Horror Story. V roce 2015 bylo oznámeno, že si zahraje roli v připravovaném seriálu stanice Fox Scream Queens, po boku Lei Michele, Jamie Lee Curtisové a Joea Manganiella.

## Osobní život
Na natáčení filmu Adult World se seznámila s hercem Evanem Petersem. Dvojice se v březnu roku 2014 zasnoubila. V březnu roku 2019 se však rozešli.
Od března 2019 chodí s hercem Garrettem Hedlundem. Dvojice v srpnu roku 2020 oznámila, že čekají své první dítě, syna.

## Filmografie

### Film
| Rok  | Název                           | Role                     | Poznámky |
| ---- | ------------------------------- | ------------------------ | --- |
| 2001 | Kokain                          | Kristina Sunshine Jung   | |
| 2001 | bigLove                         | Delilah                  | krátký iflm |
| 2001 | Zlatíčka pro každého            | Dívka ve fialovém tričku | nekreditována |
| 2002 | Grand Champion                  | Sestra                   | |
| 2003 | MXŠ: Mimořádně extrémní špión   | Amelia Muggins           | |
| 2006 | Aquamarine                      | Claire Brown             | Young Artist Award v kategorii Nejlepší mladá herečka ve vedlejší roli – film Nominace – Kid's Choice Award (Australia) v kategorii Nejlepší filmová hvězda |
| 2007 | Nancy Drew: Záhada v Hollywoodu | Nancy Drew               | Nominace – Teen Choice Award v kategorii Nejlepší filmová herečka – komedie Nominace – Teen Choice Award v kategorii Ženský objev roku Nominace – Young Artist Award v kategorii Nejlepší mladá herečka v hlavní roli Nominace – Young Artist Award v kategorii Nejlepší mladé obsazení ve filmu Nominace – Kid's Choice Award (Australia) v kategorii Nejlepší filmová hvězda |
| 2008 | The Flight Before Christmas     | Wilma (hlas)             | |
| 2008 | Divoška                         | Poppy Moore              | |
| 2008 | Lymelife                        | Adrianna Bragg           | |
| 2009 | Hotel pro psy                   | Andi                     | Nominace – Young Artist Award v kategorii Nejlepší mladá herečka v hlavní roli |
| 2009 | The Winning Season              | Abbie                    | |
| 2010 | Na sv. Valentýna                | Grace Smart              | |
| 2010 | Memoirs of a Teenage Amnesiac   | Alice Leeds              | |
| 2010 | Twelve                          | Molly Norton             | Nominace – Teen Choice Award v kategorii Nejlepší letní filmová hvězda – herečka |
| 2010 | 4.3.2.1                         | Joanne                   | |
| 2010 | Něco jako komedie               | Noelle                   | |
| 2010 | Virginia                        | Jessie Tipton            | |
| 2011 | Vřískot 4                       | Jill Roberts             | |
| 2011 | Umění zapadnout                 | Sally Howe               | Nominace – Teen Choice Award v kategorii Nejlepší filmová herečka – romantická komedie |
| 2012 | Celeste a Jesse navždy          | Riley Banks              | |
| 2013 | Empire State                    | Nancy Michaelides        | |
| 2013 | Millerovi na tripu              | Casey Matthis            | Filmová cena MTV v kategorii Nejlepší polibek Teen Choice Award v kategorii Nejlepší filmová herečka – komedie Maui Film Festival Award v kategorii Zářící hvězda Nominace – Teen Choice Award v kategorii Nejlepší filmový polibek |
| 2014 | Adult World                     | Amy                      | |
| 2014 | Palo Alto                       | April                    | |
| 2015 | I Am Michael                    | Rebekah Fuller           | FilmOut Audience Award v kategorii Nejlepší herečka ve vedlejší roli FilmOut San Diego Award v kategorii Nejlepší herečka ve vedlejší roli |
| 2015 | Ashby                           | Eloise                   | |
| 2016 | Nerve: Hra o život              | Vee Delmonico            | |
| 2017 | Who We Are Now                  | Jess                     | |
| 2018 | In a Relationship               | Hallie                   | |
| 2018 | Billionaire Boys Club           | Sydney                   | |
| 2018 | Láska v malé Itálii             | Nikki Angioli            | |
| 2019 | Paradise Hills                  | Uma                      | |
| 2019 | UglyDolls                       | Wedgehead (hlas)         | |
| 2020 | Lov                             | Yoga Pants               | |
| 2020 | Sváteční rande                  | Sloane                   | |
| 2024 | Space Cadet                     |                          | |

### Televize
| Rok       | Název                          | Role                     | Poznámky |
| --------- | ------------------------------ | ------------------------ | --- |
| 2004–2007 | Neslavná                       | Addie Singer             | 41 dílů Nominace – Kid's Choice Award v kategorii Nejlepší televizní herečka Nominace – Kid's Choice Award v kategorii Nejlepší průlomové vystoupení – televizní herečka Nominace – Teen Choice Award v kategorii Nejlepší televizní herečka – komedie Nominace – Teen Choice Award v kategorii Nejlepší televizní objev Nominace – Young Artist Award v kategorii Nejlepší mladá herečka v hlavní roli – televizní seriál (05, 07,08) Nominace – Young Artist Award v kategorii Nejlepší mladé obsazení televizního seriálu (06, 08) |
| 2004      | Drake a Josh                   | Addie Singer             | díl: „Honor Council“ |
| 2007      | The Hills                      | Samu sebe                | díl: „Young Hollywood“ |
| 2010      | Jonas L.A.                     | Samu sebe                | díl: „Mejdan“ |
| 2010      | Take Two with Phineas and Ferb | Samu sebe                | díl: „Emma Roberts“ |
| 2011      | Extreme Makeover: Home Edition | Samu sebe                | díl: „The Brown Family“ |
| 2013      | Griffinovi                     | Amanda Barrington (hlas) | díl: „Tenhle klub není pro starý“ |
| 2013–2015 | American Horror Story          | Madison Montgomery       | 13 dílů (American Horror Story: Coven) |
| 2013–2015 | American Horror Story          | Maggie Esmerelda         | 10 dílů (American Horror Story: Freak Show) |
| 2014      | Delirium                       | Lena Haloway             | TV pilot (neprodaný) |
| 2015–2016 | Scream Queens                  | Chanel Oberlin           | hlavní role, 23 dílů Nominace – People's Choice Award v kategorii Nejlepší herečka v novém televizním seriálu Nominace – Teen Choice Award v kategorii Nejlepší televizní herečka – komedie |
| 2017      | American Horror Story          | Serena Belinda           | díl: „11/9“ (American Horror Story: Cult) |
| 2018      | American Horror Story          | Madison Montgomery       | hlavní role, 7 dílů |
| 2019      | American Horror Story          | Brooke Thompson          | hlavní role, 9 dílů |

## Diskografie
- Unfabulous and More (datum vydání – 27. září 2005)